# Оллаберри
Оллаберри (англ. Ollaberry) — деревня в северной части острова Мейнленд в архипелаге Шетландских островов.

## География
Расположена на западном берегу пролива Йелл-Саунд, в восточной части полуострова Нортмэйвин, соединённого с основной частью Мейнленда узким перешейком.

## Экономика
Автодорога «B9079» длиной три километра связывает Оллаберри с дорогой «A970», пересекающей остров Мейнленд в направлении с севера на юг.

## Образование
В деревне работает начальная школа «Ollaberry Primary School», пятнадцать учащихся начальных классов.